# انریکو آلبریجی
انریکو آلبریجی (انگلیسی: Enrico Albrigi؛ زادهٔ ۵ ژانویهٔ ۱۹۴۳) بازیکن فوتبال اهل ایتالیا است.
از باشگاه‌هایی که در آن بازی کرده‌است می‌توان به باشگاه فوتبال هلاس ورونا، باشگاه فوتبال تورینو، باشگاه فوتبال کاتانیا، باشگاه فوتبال لیورنو، و باشگاه فوتبال اسپال اشاره کرد.